# Dietmar Heidemann
Dietmar Hermann Heidemann (1967) è un filosofo e professore universitario tedesco.
Professore all'Università del Lussemburgo, è noto per le sue ricerche su Kant e l'idealismo tedesco. Al 2024, è il direttore editoriale della rivista accademica Kant Yearbook.

## Opere

### Monografie
- Der Begriff des Skeptizismus: Seine systematischen Formen, die pyrrhonische Skepsis und Hegels Herausforderung, erscheint Berlin/New York 2007 („Quellen und Studien zur Philosophie“, De Gruyter)
- Kant und das Problem des metaphysischen Idealismus, Berlin/New York 1998 (Kantstudien Ergänzungsheft 131, De Gruyter)

### Come co-autore
- Join or Die: Philosophical Foundation of Federalism, Berlin/Boston 2016 (in collaborazione con K. Stoppenbrink; De Gruyter)
- Kant and Non-Conceptual Content, London/New York 2013 (Routledge)
- Foi et savoir dans la philosophie moderne/Glaube und Vernunft in der Philosophie der Neuzeit, Hildesheim, Zürich, New York 2013 (in collaborazione con R. Weicker, Olms)
- Hegel und die Geschichte der Philosophie, Darmstadt 2007 (in collaborazione con Chr. Krijnen, Wissenschaftliche Buchgesellschaft)
- Ethikbegründungen zwischen Universalismus und Relativismus, Berlin/New York 2005 (in collaborazione con K. Engelhard; De Gruyter)
- Warum Kant heute? Systematische Bedeutung und Rezeption seiner Philosophie in der Gegenwart, Berlin/New York 2004 (De Gruyter Studienbuch; in collaborazione conK. Engelhard)
- Probleme der Subjektivität in Geschichte und Gegenwart, Stuttgart-Bad Cannstatt 2002.